# لوسی برایرس
لوسی برایرس (انگلیسی: Lucy Briers؛ زادهٔ ۱۹ اوت ۱۹۶۷) بازیگر اهل بریتانیا است.
از فیلم‌ها یا مجموعه‌های تلویزیونی که وی در آن‌ها نقش داشته‌است، می‌توان به اینشتین و ادینگتون، لیگ عدالت زک اسنایدر، اما، آدمکشان میدسامر، شاهد خاموش، فرزندان انسان و پوآرو اشاره نمود.